# Friserport
Friserport var en byport i Flensborg. Porten blev opført omkring 1350 ved udfaldsvej til Nordfrisland. I 1840 blev den revet ned. Der er ikke overleveret kilder til friserportens udseende. På et prospekt fra 1588 ses porten som en tårnlignende overbygning. Porten havde sandsynligvis ikke den samme betydning som f.x. den nærliggende Røde Port.
Friserporten nævntes allerede i Flensborgs ældste jordebog fra 1436. Den var sammen med de andre byporte en del af Flensborg bybefæstning. I porten fandtes også en bolig for portvagten. 
Porten stod i Frisergaden ved husnummer 4.
54°46′56.71″N 9°26′7.36″Ø / 54.7824194°N 9.4353778°Ø